# Явгільди
Явгільди́ (рос. Явгильды, башк. Яугилде) — присілок у складі Гафурійського району Башкортостану, Росія. Входить до складу Бурлинської сільської ради.
Населення — 226 осіб (2010; 257 в 2002).
Національний склад:
- башкири — 98%